# والتر ج. كونراث
والتر ج. كونراث (20 يناير 1907 - 7 مايو 1942)، مهندس أمريكي من بنسلفانيا، كان جامع طوابع بريد متخصصاً في جمع الطوابع البريدية الجوية، وكتب كثيراً عن هذا الموضوع. انقطعت مسيرتهُ المهنية عندما توفي في حادث سيارة عن عمر يناهز 35 عاماً.

## هواية جمع الطوابع
جمع كونراث طوابع البريد الجوي وتاريخ البريد الجوي.

## مؤلفاته
قام والتر كونراث بتحرير ونشر مجلة البريد الجوي ودليل البريد الجوي الأمريكي. وأكثر ما يذكره الناس بكتابهِ "البريد عبر الجو" الصادر عام 1940: مراجعة لتطور البريد الجوي الذي أُعيد نشره عدة مرات بعد وفاتهِ.

## فعالياته ونشاطه
وبالإضافة إلى مشاركته في العديد من جمعيات طوابع البريد الجوي، كان كونراث عضوًا مبكرًا في الجمعية الأمريكية للبريد الجوي وكان رئيسًا لها من عام 1936 إلى عام 1938.

## التكريم
تقديراً لجهوده في تأسيس هواية جمع الطوابع، ادرج اسمهُ بعد وفاته في قاعة مشاهير الجمعية الأمريكية لهواة جمع الطوابع عام 1942.